# Ricardo Brinzoni
Ricardo Brinzoni (* 6. Oktober 1945 in Buenos Aires; † 24. Oktober 2005 ebenda) war ein argentinischer Offizier und diente Argentinien als Stabschef.
Er besuchte 1963 eine Militärschule und wurde als Fallschirmjäger ausgebildet. 1964 machte er seinen Abschluss. 1976 war er Generalsekretär der Provinz Chaco und verantwortlich für das Massaker (Massaker von Margarita Belén) an 22 Oppositionellen am 13. Dezember 1976. Er erreichte den Rang eines Brigadegenerals 1990. Er diente auch als Militärattaché in Uruguay. 1999 wurde er von Fernando de la Rúa zum Stabschef ernannt.
Nach der Demokratisierung war er Vorsitzender einer Kommission, die klären sollte, was aus den sogenannten Desaparecidos geworden war. Er wurde für Äußerungen, die die Verbrechen während der Militärdiktatur verteidigten, heftig kritisiert und auch dafür, dass er als Anwalt Juan Enrique Torres Bande, bekennender Neo-Nazi und Mitglied der rechtsextremen Partei Neuer Triumph (Partido del Nuevo Triunfo), engagierte.
Nach Néstor Kirchners Amtsübernahme 2003 wurde Brinzoni pensioniert und von Roberto Bendini ersetzt. Brinzoni äußerte sich öffentlich kritisch über Kirchners Politik.
Brinzoni war mit Lidia María Rosa Odino verheiratet und hatte mit ihr drei Kinder. Er starb 2005 in Buenos Aires an Krebs.